# Mathieu Simoneau
Mathieu Simoneau, originaire de Saint-Ferdinand, est un poète québécois né en 1979. Il vit à Québec, au Québec.

## Biographie
Mathieu Simoneau détient une maîtrise en création littéraire (2010),.
En plus de signer plusieurs textes dans des revues littéraires (Moebius, Le Sabord, L'écrit primal, etc.), il participe à plusieurs lectures publiques et rédige des textes critiques pour Nuit blanche et le webzine Les Méconnus,.
Son premier recueil, Il fait un temps de bête bridée, paraît aux Éditions du Noroît en 2016 et est comparé dans la presse au lyrisme de Gaston Miron, une de ses principales inspirations. En 2019, il publie Par la peau des couleuvres dans la même maison d'édition montréalaise.
Récipiendaire en 2013 du Prix poésie Rolande-Gauvin, Mathieu Simoneau reçoit l'année suivante la mention du Prix Piché de poésie grâce à sa suite intitulée « Sur l’autre versant », figurant dans le recueil Tailler les mammifères publié aux Éditions d’art Le Sabord,,. Il a été également finaliste du Prix littéraire Radio-Canada, catégorie poésie, en 2012, 2015 et 2018.
À l'été 2023 paraît son troisième recueil au Noroît : Des longueurs dans le crépuscule, une ode au soleil à toutes les étapes de son cycle,. En novembre, il apparaît dans la première sélection du Prix des libraires du Québec 2024, puis en février parmi les finalistes du Prix de la poésie Jean-Noël-Pontbriand.

## Œuvres

### Poésie
- Il fait un temps de bête bridée, Éditions du Noroît, Montréal, 2016, 67 p. (ISBN 9782897660062)
- Par la peau des couleuvres, avec des œuvres d'Anna Quinn, Éditions du Noroît, Montréal, 2019, 67 p. (ISBN 9782897661595)
- Des longueurs dans le crépuscule, Éditions du Noroît, Montréal, 2023, 96 p.  (ISBN 9782897664060)

### Collectifs et collaborations
- Tailler les mammifères, suivi de « Sur l’autre versant », en collaboration avec Catherine Poulain, Éditions d’art Le Sabord, Trois-Rivières, 2014.  (ISBN 978-2924085110)

- Collectif paritaire de cinquante poètes, J'écris peuplier (livre anniversaire), dirigé et illustré par Monique LeBlanc, préface de Paul Bélanger, Montréal, Éditions du Noroît, 2021  (ISBN 978-2-89766-278-3)
- « Les choses qui durent », revue d'éco-poésie Les Haleurs, n°1 « Eau et poésie », Éditions Les Haleurs, Courlon-sur-Yonne (Bourgogne-Franche-Comté), 2024, page 59.
- « Ce qui s’achève dans la pierre », revue d'éco-poésie Les Haleurs, n°2 « Pierre et poésie », Éditions Les Haleurs, Courlon-sur-Yonne (Bourgogne-Franche-Comté), 2025, page 77.
- « Une sorte de bleu », revue illustrée Pierres d'Encre, n°13, Le Temps des Rêves, Paris, 2025, page 46.

## Prix et honneurs
- 2012 - Finaliste : Prix littéraire Radio-Canada, catégorie poésie (pour D'autres demeures)[11]
- 2013 - Récipiendaire : Prix poésie Rolande-Gauvin[12]
- 2014 - Mention : Prix Piché de poésie (pour Sur l'autre versant)[13]
- 2015 - Finaliste : Prix littéraire Radio-Canada, catégorie poésie (pour Sale temps)[1]
- 2018 - Finaliste : Prix littéraire Radio-Canada, catégorie poésie (pour L'espace de liberté des rivières)[6]
- 2024 - 
  - Première sélection du Prix des libraires du Québec (pour Des longueurs dans le crépuscule)[9]
  - Finaliste : Prix de la poésie Jean-Noël-Pontbriand au sein du Prix littéraire de la Ville de Québec (pour Des longueurs dans le crépuscule)[10],[14]